# Московский международный кинофестиваль 1935
Моско́вский кинофестива́ль 1935 го́да (или Сове́тский кинофестива́ль в Москве́) — первый международный кинематографический смотр в СССР. Прошёл с 21 февраля по 1 марта 1935 года в Москве и является, таким образом, вторым старейшим киноконкурсом мира после Венецианского фестиваля, впервые проведённого в 1932 году. Участвовали 9 стран: Великобритания, Венгрия, Италия, Китай, Польша, СССР, США, Франция, Чехословакия. Официально считается предшественником Московского международного кинофестиваля, хотя нумерация послевоенных конкурсов начинается с первого Московского международного кинофестиваля 1959 года.

## Предыстория
В конкурсной программе второго Венецианского кинофестиваля, прошедшего в августе 1934 года, были показаны советские художественные фильмы «Петербургская ночь», «Гроза», «Весёлые ребята», документальный фильм «Челюскин» (операторы М. А. Трояновский, А. М. Шафран; режиссёр Я. М. Посельский) и кинохроника «Первомайский парад». Ещё несколько фильмов были показаны вне конкурса для представителей прессы и работников искусства. По утверждению советской прессы, советский кинематограф удостоился главного приза — кубка выставки и получил восторженные отзывы иностранных кинокритиков. Вскоре в Москве было принято решение о проведении собственного кинофестиваля, который одновременно служил бы пропагандистским целям и способствовал привлечению в СССР иностранных кинофильмов. Ставилась задача культурного сближения с народами мира и победы в соревновании с зарубежной кинематографией. Фестиваль должен был закрепить триумф советского киноискусства. 21 февраля 1935 года в Доме кино состоялось открытие кинофестиваля, по завершении торжественной части были показаны фильмы «Чапаев» и «Мария Шапделен». Для представителей советской общественности эти же фильмы в этот же день демонстрировались в кинотеатре «Ударник».

## Жюри
Председателем жюри стал руководитель Главного управления кинофотопромышленности при СНК СССР Борис Шумяцкий. В состав жюри входили деятели советского кино Сергей Эйзенштейн, Всеволод Пудовкин, Александр Довженко, председатель ВОКС Александр Аросев и француз Анри Дебри́, потомственный изобретатель киноаппаратуры и владелец одноимённой компании по её производству.

## Фильмы-участники
На фестиваль поступило около 100 фильмов. Для участия в конкурсе комиссия Госкино отобрала 26 фильмов: девять фильмов из СССР, семь из США, четыре из Франции, два из Великобритании и по одному из Италии, Польши, Китая и Чехословакии. В том числе:
| Страна                | Русское название                | Оригинальное название   | Режиссёр                           | Производство                                                                     |
| --------------------- | ------------------------------- | ----------------------- | ---------------------------------- | -------------------------------------------------------------------------------- |
| Великобритания        | Вечно юная                      | Evergreen               | Виктор Сэвилл                      | Gaumont-British Picture Corp. Ltd.                                               |
| Великобритания        | Лавка древностей                | The Old Curiosity Shop  | Томас Бентли                       | Associated British Picture Corporation Ltd., British International Pictures Ltd. |
| Венгрия, Австрия, США | Петер                           | Peter                   | Герман Костерлиц                   | Hunnia Filmstúdió, Universal Pictures                                            |
| Италия                | 1860                            | 1860                    | Алессандро Блазетти                | Societa Anonima Stefano Pittaluga, Società Italiana Cines                        |
| Китай                 | Песня рыбаков                   | 漁 光 曲                | Цай Чушэн                          | Ляньхуа                                                                          |
| Польша                | Молодой лес                     | Młody las               | Юзеф Лейтес                        | Libkow-Film                                                                      |
| СССР                  | Горячие денёчки                 |                         | Александр Зархи, Иосиф Хейфиц      | Ленфильм                                                                         |
| СССР                  | Крестьяне                       |                         | Фридрих Эрмлер                     | Ленфильм                                                                         |
| СССР                  | Лётчики                         |                         | Юлий Райзман                       | Мосфильм                                                                         |
| СССР                  | Любовь и ненависть              |                         | Альберт Гендельштейн               | Межрабпомфильм                                                                   |
| СССР                  | Новый Гулливер                  |                         | Александр Птушко                   | Мосфильм                                                                         |
| СССР                  | Чапаев                          |                         | Братья Васильевы                   | Ленфильм                                                                         |
| СССР                  | Частная жизнь Петра Виноградова |                         | Александр Мачерет                  | Мосфильм                                                                         |
| СССР                  | Юность Максима                  |                         | Григорий Козинцев, Леонид Трауберг | Ленфильм                                                                         |
| США                   | Джентльмены рождаются           | Gentlemen Are Born      | Альфред Грин                       | First National Pictures                                                          |
| США                   | Клеопатра                       | Cleopatra               | Сесиль Демилль                     | Paramount Productions Inc.                                                       |
| США                   | Маленькие женщины               | Little Women            | Джордж Кьюкор                      | RKO Radio Pictures                                                               |
| США                   | Три поросёнка                   | Three Little Pigs       | Берт Джиллетт                      | Walt Disney Productions                                                          |
| США                   | Хлеб наш насущный               | Our Daily Bread         | Кинг Видор                         | Viking Productions                                                               |
| Франция               | Мария Шапделен                  | Maria Chapdelaine       | Жюльен Дювивье                     | Société Nouvelle de Cinématographie                                              |
| Франция               | Пансион «Мимоза»                | Pension Mimosas         | Жак Фейдер                         | Films Sonores Tobis                                                              |
| Франция               | Последний миллиардер            | Le Dernier milliardaire | Рене Клер                          | Pathé-Natan                                                                      |
| Чехословакия          | Эй, ухнем                       | Hej-rup!                | Мартин Фрич                        | Meissner Film Prague                                                             |

Некоторое количество фильмов было продемонстрировано вне конкурса, в том числе:
| Страна         | Русское название           | Оригинальное название          | Режиссёр                                  | Производство                    |
| -------------- | -------------------------- | ------------------------------ | ----------------------------------------- | ------------------------------- |
| США            | Вива, Вилья!               | Viva Villa!                    | Джек Конвей, Говард Хоукс, Уильям Уэллман | Metro-Goldwyn-Mayer             |
| Великобритания | Частная жизнь Генриха VIII | The Private Life Of Henry VIII | Александр Корда                           | London Film Productions Limited |

А также:
- Выпуски киножурнала «Союзкиножурнал».
- Выпуск киножурнала «Советское искусство», посвящённый 100-летию балетного техникума Большого театра, спектаклю «Железный поток» в постановке Реалистического театра имени Красной Пресни и работам советского скульптора Шадра.
- Советская кинохроника:
  - «Авиамарш» (о советских авиаторах и авиаконструкторах) и «Большая победа» (о заводе «Шарикоподшипник») режиссёра Михаила Кауфмана.
  - «Город юности» (о Комсомольске-на-Амуре) и «Нанаец с Большой Тунгуски» (о молодом нанайце, приехавшем учиться в ленинградском Институте народов Севера) режиссёра Михаила Слуцкого.
  - «Подарок Родины» (о красноармейском санатории имени Ворошилова в Сочи).
  - «Киров» (о С. М. Кирове) творческого коллектива под руководством Якова Блиоха.

## Награды
- Главный приз — Большой серебряный кубок, — вручён киностудии «Ленфильм» за кинокартины «Чапаев», «Юность Максима» и «Крестьяне», как «утверждающие реалистический стиль советской кинематографии и сочетающие идейную глубину, жизненную правдивость и простоту с высоким качеством режиссёрского мастерства, актёрской игры и операторской работы»[2].
- Вторая премия — Малый серебряный кубок, — вручена французскому режиссёру Рене Клеру за фильм «Последний миллиардер».
- Третья премия (также малый серебряный кубок) — Уолту Диснею «за художественные мультипликационные фильмы, являющиеся высоким образцом мастерства»[16][21].

Почётные грамоты:
- Фильму «Пансион „Мимоза“», «отличающемуся простотой и правдивостью изображения некоторых сторон общественной среды и высотой кинематографической культуры — режиссёрского и актёрского мастерства».
- Фильму «Петер», «соединяющему занимательный сюжет чётко сконструированного сценария с высоким актёрским мастерством».
- Кинофабрике «Мосфильм» за фильмы «Лётчики» и «Новый Гулливер», «сочетающие большое формальное мастерство и развлекательность с идейной насыщенностью и правдивостью».
- Режиссёру Кингу Видору «за высокое режиссёрское мастерство фильма „Хлеб наш насущный“».
- Режиссёру Альфреду Грину, сценаристам Юджину Солоу (англ. Eugene Solow) и Роберту Ли Джонсону (англ. Robert Lee Johnson) «за интересную попытку художественного изображения жизни современной американской молодёжи в фильме „Джентльмены рождаются“»[22].
- Режиссёру Цай Чушэну «за смелую попытку реалистического показа жизни и благородных качеств китайского народа в фильме „Песня рыбака“».
- Художнице Сарре Мокиль «за мастерство, проявленное в создании маски и типажа кукол фильма „Новый Гулливер“».

Особо отмечены жюри:
- Чарльз Лоутон за «прекрасное актёрское мастерство» в главной роли в исторической драме «Частная жизнь Генриха VIII».
- Показанный вне конкурса фильм «Вива, Вилья!» и исполнитель главной роли Уоллес Бири за «исключительные художественные качества» и «выдающееся мастерство».
- Чехословацкие актёры Иржи Восковец и Ян Верих за мастерство в фильме «Эй, ухнем».
- «Талантливая игра актёрского ансамбля» в фильме «Молодой лес».
- «Ценные усилия кинематографии Италии художественно отобразить на экране великие эпизоды истории итальянского народа и большое мастерство, с которым эти фильмы[Комм. 3] выполнены».

## Комментарии
1. ↑  Указание в большинстве современных источников 19 или 20 стран-участниц является ошибочным: большинство этих стран лишь подали заявки на участие в конкурсе, но фактически в нём не участвовали.
2. ↑  В официальной истории Венецианского кинофестиваля информация о награждении советской делегации в 1934 году отсутствует[8].
3. ↑  В частности, историческая драма «1860»[23].